# James Smith

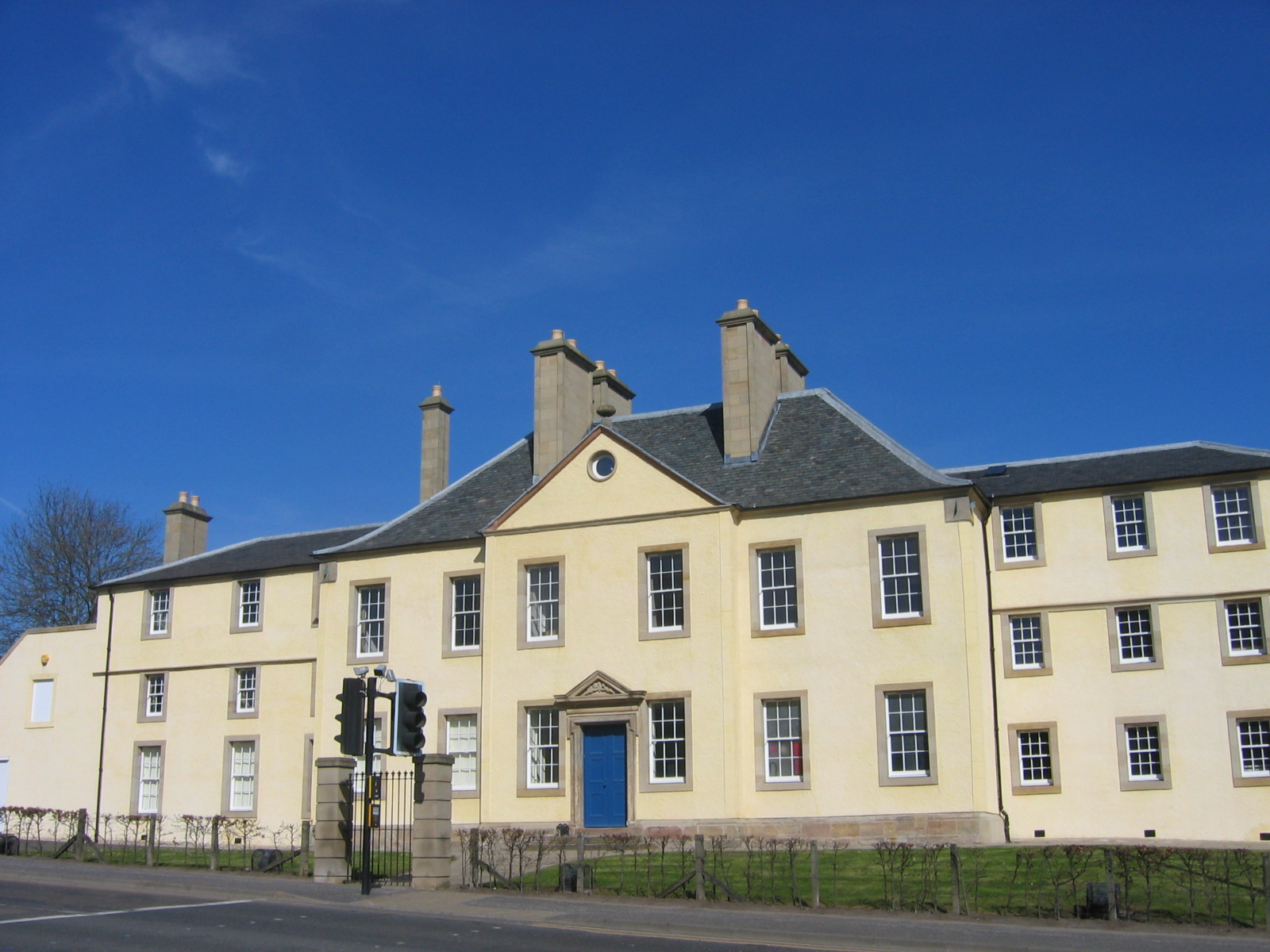
O Low Parks Museum em Hamilton, originalmente concebido por James Smith como a casa de David Crawford, secretário do duque de Hamilton.

James Smith (c. 1645 — 1731) foi um arquiteto escocês, que se tornou pioneiro no estilo Palladiano, na Escócia. Ele foi descrito por Colen Campbell, em seu Vitruvius Britannicus (1715-1725), como "o arquiteto mais experiente desse reino".

## Biografia
Nascido em Tarbat, Ross, Smith era filho de James Smith (morto por volta de 1684), um pedreiro, que se tornou cidadão de Forres, em Moray, em 1659. O arquiteto é geralmente identificado como "James Smith de Morayshire" que estudou do Colégio Escocês, em Roma entre 1671-75, inicialmente com o objetivo de entrar no sacerdócio católico, embora alguns estudiosos sejam cautelosos sobre a certeza dessa identificação. Ele certamente tinha viajado ao exterior onde, no entanto, foi bem-educado, com conhecimento do latim.
Até dezembro de 1677, Smith estava em contato com Sir William Bruce, o arquiteto mais importante da época, na Escócia, e o projetista do reconstruído Palácio de Holyrood, em Edimburgo. Aqui, Smith serviu como pedreiro, sob a direção do mestre pedreiro Robert Mylne. Por volta de dezembro de 1679, era casado com Janet, a filha de Mylne, quando foi feito burguês de Edimburgo, na direita de seu sogro. Ele foi admitido na Incorporação da capela de St Mary, a corporação de pedreiros e artesão em Edimburgo, em 1680.
Em 1683, foi nomeado, por recomendação do Duque de Queensberry, para o cargo de Topógrafo e Superintendente das Obras Reais, cargo ocupado anteriormente por Bruce, com um salário de 100 libras por ano. Ele foi o responsável pela manutenção do Palácio de Holyrood, e remodelou a antiga abadia de Holyrood como uma capela real para o rei Jaime VII. De 1685-1686, ele sentou-se no Parlamento da Escócia como o membro para Forres.
Sua nomeação Real foi renovada após a União da Inglaterra e Escócia em 1707, mas nunca recebeu um salário maior. Examinou alguns dos fortes construídos nas Terras Altas após 1714, para o Conselho de Material Bélico, mas este trabalho terminou em 1719 com a nomeação de Andrews Jelfe como arquiteto para a Diretoria. Ele reclamou em uma carta a John Clerk de Penicuik que tinha sido "vergonhosamente expulso do serviço de Sua Majestade, aos 73 anos de idade". Em 1715, ele, sem sucesso, se manteve como candidato a membro do Parlamento de Edimburgo.
Em 1686, comprou a propriedade de Whitehill, perto de Musselburgh. No entanto, um empreendimento de mineração de carvão sem sucesso o obrigou a vender parte da propriedade em 1706, e ele atribuiu o resto a seu genro Gilbert Smith, em 1726. Smith foi pai de 18 filhos com sua primeira esposa, Janet Mylne, que morreu em 1699, com 37 anos de idade. Ele se casou e foi pai de outros 14 filhos com sua segunda esposa.

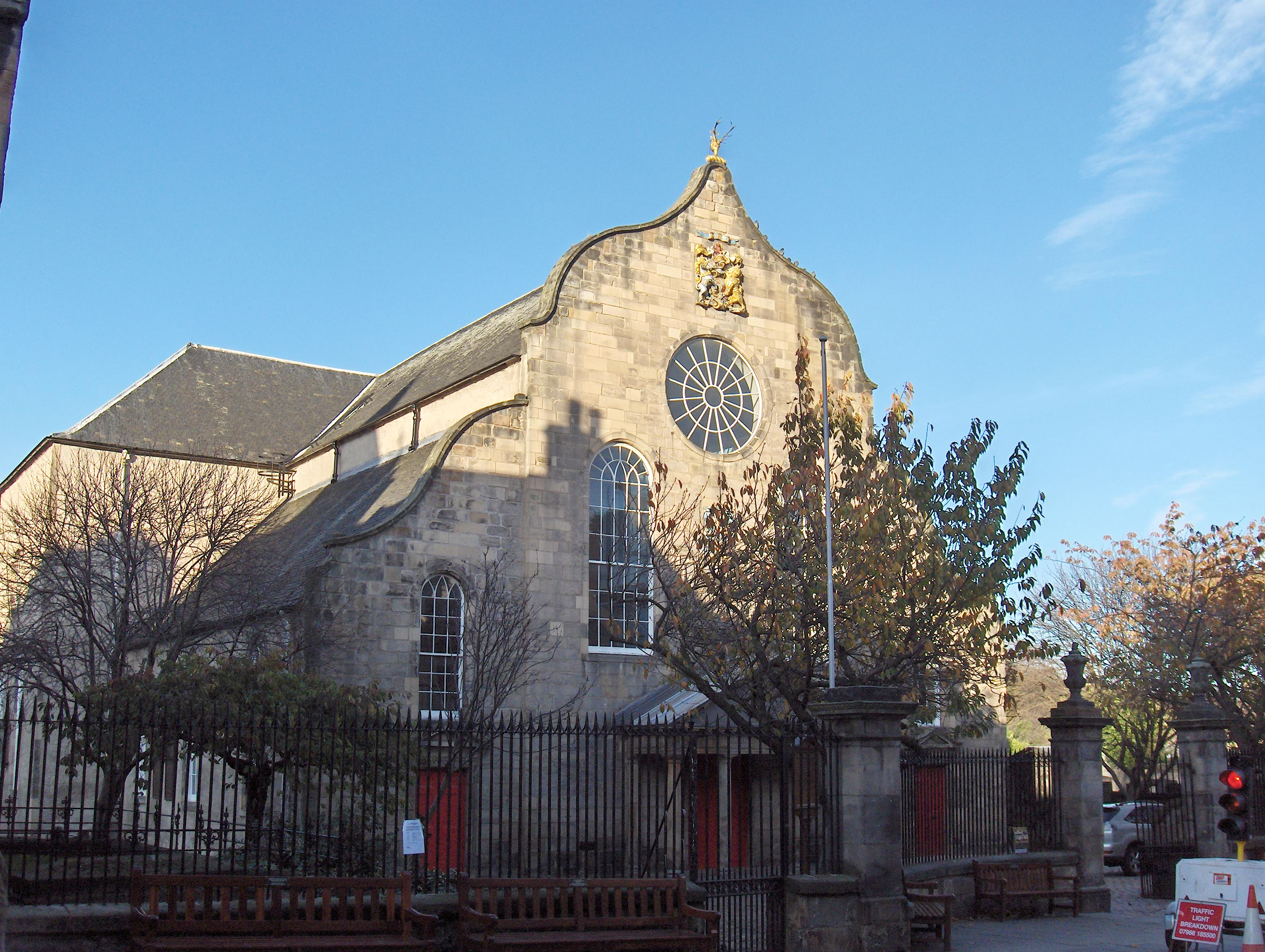
Kirk de Canongate, na Royal Mile de Edimburgo.

## Obras arquitetônicas

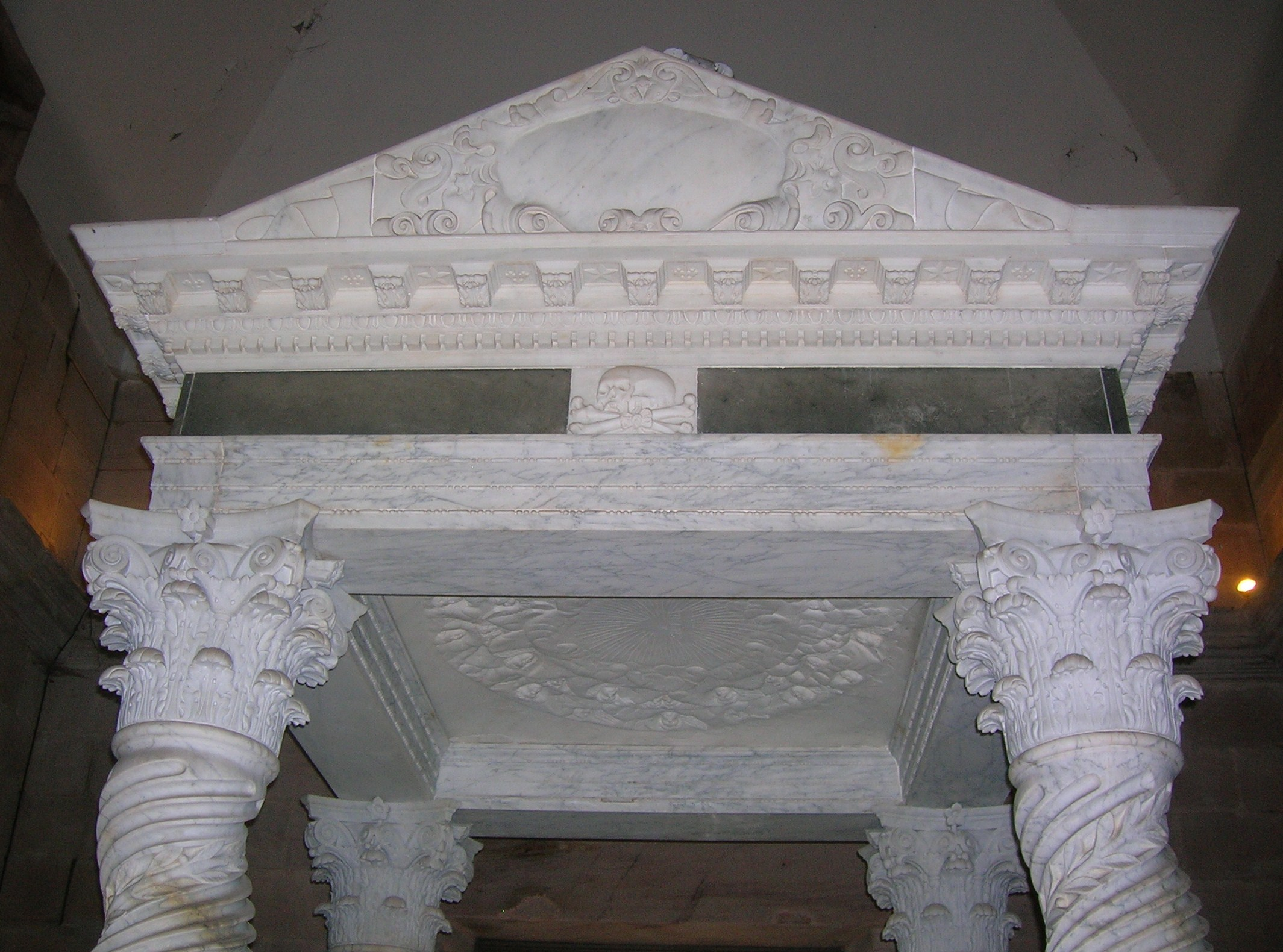
Balduchin por James Smith em Durisdeer, na Escócia.

A formação em arquitetura de Smith não é conhecida. O historiador arquitetônico Howard Colvin especulou que ele foi associado com Colen Campbell (1676-1729), o arquiteto escocês que introduziu arquitetura Palladiana na Inglaterra. Com base em uma série de desenhos de Smith que estavam em posse de Campbell, Colvin ainda sugere que Campbell pode ter sido aluno de Smith, e era Smith, que trouxe as ideias italianas de volta de suas viagens, inspirando o Palladianismo britânico do século XVIII.
Com o sogro, Robert Mylne, Smith trabalhou em Caroline Park, em Edimburgo (1685), e no Castelo de Drumlanrig (1680). Sua Canongate Kirk (1688-1690) é um plano de basílica, com uma fachada barroca. Em 1691, Smith desenhou o mausoléu de Sir George Mackenzie de Rosehaugh, em Greyfriars Kirkyard. Esta estrutura circular tem como modelo o Tempietto de San Pietro in Montorio, projetado por Donato Bramante (1444-1514), e ilustrado na Quattro Libri de Palladio. Suas casas de campo seguiam o padrão estabelecido por William Bruce, com telhados de quatro águas e frentes pedimentadas, num estilo Palladiano simples, mas bonito. Hamilton Palace (1695), era fronteada por enormes colunas coríntias, e uma entrada frontal, embora de outra forma foi contida. Ele também projetou o escritório nas proximidades da propriedade, hoje o Museu Low Parks. Palácio de Dalkeith (1702-1710) foi modelado em homenagem ao palácio Het Loo, de Guilherme de Orange, nos Países Baixos. Outras casas incluem a Yester House (1701-1715), trabalha em Torre de Alloa para o Conde de Mar, bem como a sua própria casa, construída por volta de 1690 em sua propriedade em Whitehill. Strathleven House em Dunbartonshire tem sido atribuída a Smith por razões estilísticas. Desde 1700, ele trabalhou em grande parte, em associação com o pedreiro e arquiteto Alexander McGill, e depois de 1710, deixou obra arquitetônica quase inteiramente.

## Engenharia
Smith também realizou trabalhos de engenharia. Por exemplo, ele foi contratado como mediador devido a uma disputa sobre a construção do porto de Cockenzie. Em 1701, ele adquiriu os direitos para fabricar o motor a vapor inventado por Thomas Savery, e na década de 1720 esteve envolvido, com William Adam e Alexander McGill, em uma proposta inicial para o Canal Forth and Clyde, ligando as costas leste e oeste da Escócia.

## Lista de obras arquitetônicas
Obras arquitetônicas por ou atribuída a James Smith:
- Castelo de Drumlanrig, Dumfriesshire (1680–1690), para o Duque de Queensberry, possivelmente projetado com Robert Mylne;
- Kirk de Canongate, Edimburgo (1688–1690);
- Capela Real no Palácio de Holyrood, Edimburgo (1688), destruída por uma multidão anti-católica no mesmo ano;
- Whitehill, Musselburgh (c. 1690), a própria casa de Smith, ampliada no século XVIII e hoje conhecida como Newhailes;
- Mausoléu de George Mackenzie de Rosehaugh (1691), Greyfriars Kirkyard, Edimburgo;[4]
- Abadia de Newbattle, Midlothian (1693), aconselhou o Conde de Lothian em alterações;
- Palácio de Hamilton, Lanarkshire (1693-1701), para a Duquesa de Hamilton. Prolongado no século XVIII e reconstruída no século XIX, o palácio foi demolido em 1921;
- Raith House, Raith Estate, Kirkcaldy, Fife (1692-1694);[8]
- Traquair House, Borders (1695-1699), alterações;
- Igreja de Durisdeer e Queensberry Aisle, Dumfriesshire;[9]
- Monumento a William Douglas, Duque de Hamilton (1634-1694), na Igreja Bothwell, Lanarkshire (1695);
- Old Surgeons' Hall, Edimburgo (1696-1697);
- Melville House, Fife (1697-1700), para o Conde de Melville
- Yester House, East Lothian (1701-1715), com Alexander McGill para o Marquês de Tweeddale, alteradas no século XVIII;
- Palácio de Dalkeith, Midlothian (1702-1710), grande reconstrução para Ana, duquesa de Buccleuch;
- Igreja Paroquial de Yester, Gifford, East Lothian (1710), atribuída a Smith e McGill;
- Castelo de Dupplin, Perthshire (1720-1725), para o Conde de Kinnoull, destruído por um incêndio em 1827;
- Smith's Land, High Street, Edimburgo (data desconhecida), mais tarde conhecida como Paisley's Close.

## Galeria de obras arquitetônicas

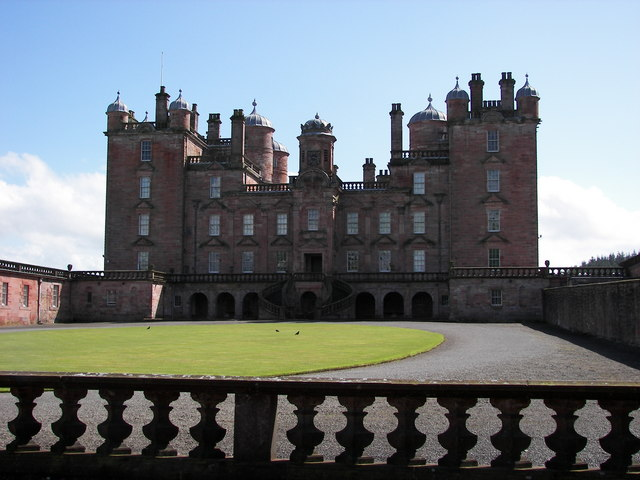
Castelo de Drumlanrig
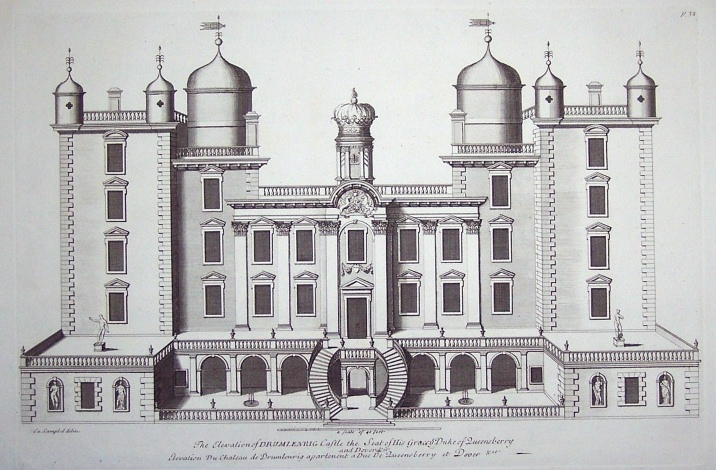
Castelo de Drumlanrig, elevação
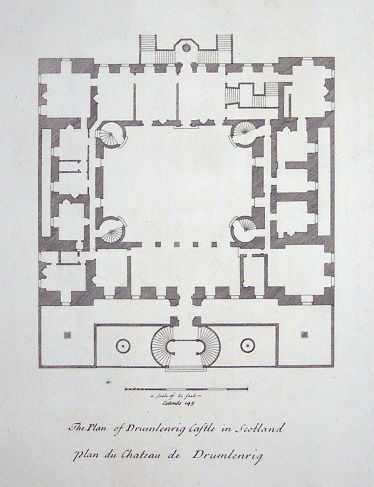
Castelo de Drumlanrig, plano
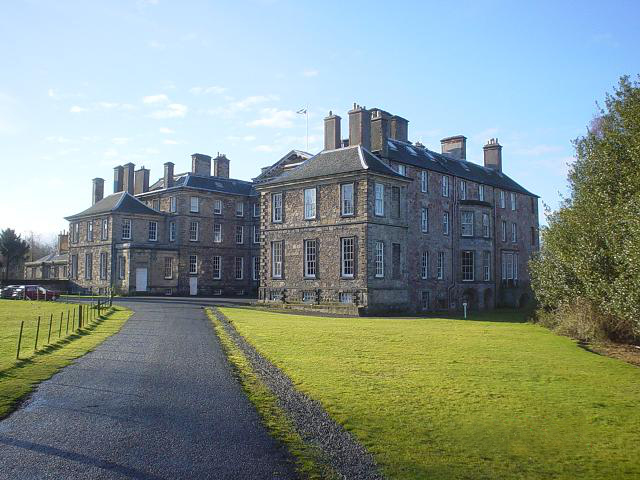
Palácio de Dalkeith
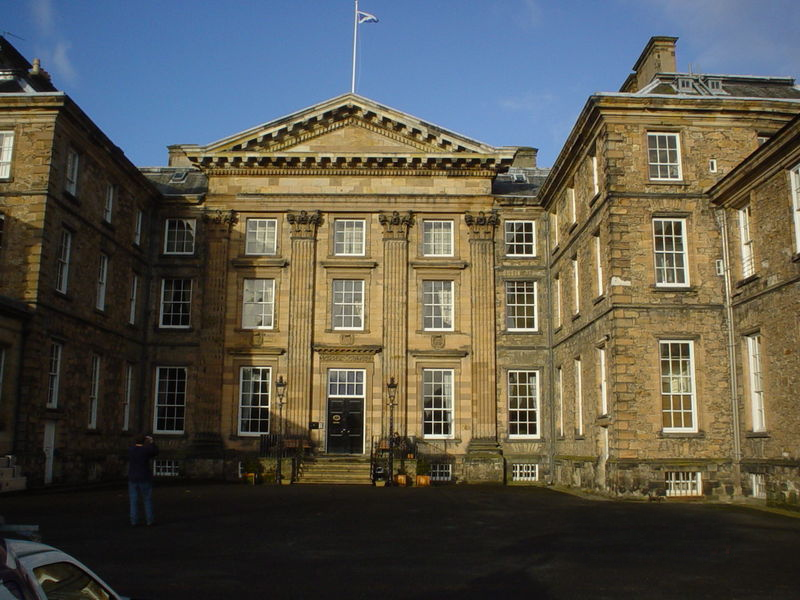
Palácio de Dalkeith
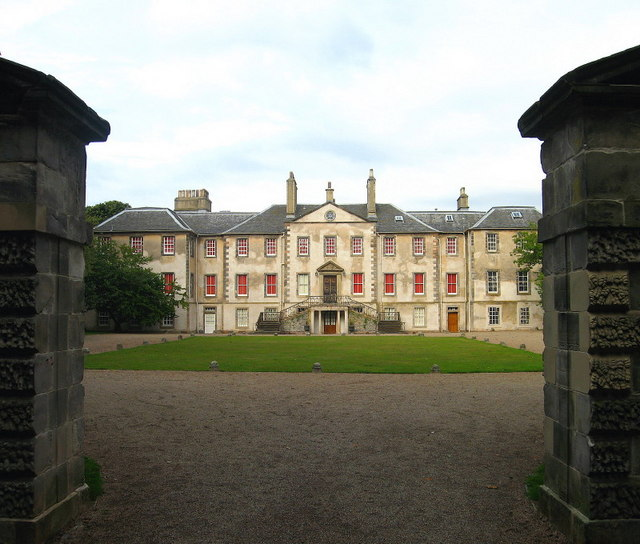
Entrada frontal, Newhailes
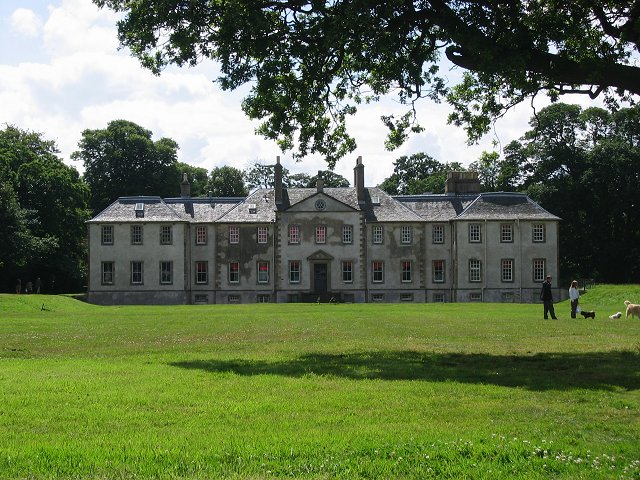
Jardim frontal, Newhailes
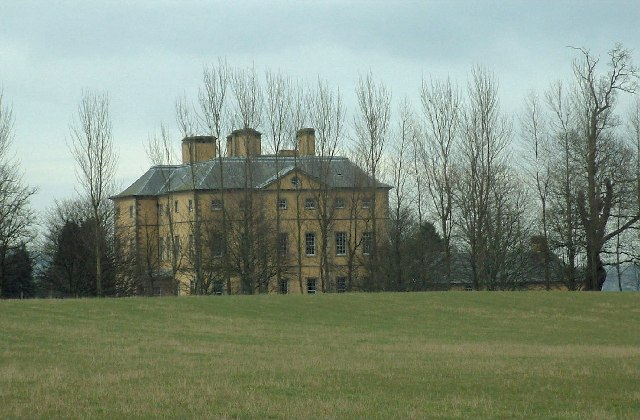
Melville House